# Lijst van spelers van EDO
Dit is een lijst van voetballers die minimaal één officiële wedstrijd hebben gespeeld in het eerste elftal van de Nederlandse voormalig betaaldvoetbalclub EDO.

## A
- Jan Allart
- Ton Amama
- Frits van Amerongen
- R. Arnoldi

## B
- H. van Beekum
- Henk Belfroid
- Chris Berends
- Teun van der Berg
- Helle Blokzijl
- Theo Blüm
- Henk Boekelaar
- Boelens
- Ben Bosdijk
- Rob Bosdijk
- Ton Breeuwer
- George Breitner
- John Burke

## D
- Dekker
- Roel van Dijk
- Dijkstra
- Nico Disselköter
- Ruud Doves
- Jaap Duivenvoorden
- Wim van Dusschoten

## E
- Johan Engelsma

## G
- Gabriël
- De Gooyer
- Albert Gruyters

## H
- Rob van Haalem
- André Hak
- Hardt
- Jaap van Haren
- Ferry Hasert
- Dries Hendriks
- Roel Hopman
- Hovinga
- Gerrie Hup
- Hurkmans

## I
- Van der IJssel

## J
- Joores

## K
- Herman Kamoen
- Jan van Kampen
- Wim van Kampen
- De Kleijn
- Arie Klein
- Ferry Kock
- Henk Koelemij
- Cor Koene
- Joop Koene
- Theo Koenekoop
- Hendrik Koenen
- J. Koning
- J. Kops
- Leo Kops
- Jacques Koster
- Rob Koster
- Krijgsman
- Gerrie Krooder
- John Kroonsburg
- Herman Kuijer

## L
- Reint Laan
- Henk Leonhardt
- B. de Looze
- Leo van der Lubbe

## M
- Peet Maas
- Ron van der Meij
- Dries Mul
- Munters

## N
- Niemeyer
- E. Nijman
- Theo Nijssen
- Van Noort

## O
- Joop Odenthal
- Van der Oord
- Henk Oosterbaan

## P
- Albert Peters
- Doby Peters
- Ferry Pettersson
- Leen Plaizier
- Wim van Polanen
- Piet Prins
- Punt
- Frits van der Putten

## R
- Hans van Riemsdijk
- Henk van Roodselaar
- Dirk de Ruiter

## S
- Ton Samson
- Henk Schijvenaar
- Schindeler
- Joost van Seggelen
- Bert Slisser
- Van der Sluys
- Van der Smissen
- Cees Smit
- H. Smit
- Jan Smit
- L. Smit
- Marius Snijders
- Hans Spiers
- Steffens
- Stol

## T
- Taams

## V
- Van Vark
- Bertus Vervoort
- Cees Vos
- De Vries

## W
- Warmerdam
- Wim Wiertz
- Joop Wille
- Bert Willems
- Cees de Winter
- Witkamp
- Theo Witkamp

## Z
- Wim Zoeteman
- Hennie van der Zon